# Bryklike
Bryklike oder Bryelike (Βρυκλική oder  Βρυηλική; latinisiert Bryclice) war eine historische Landschaft der Antike im ebenen Kilikien. Sie ist einzig bei Ptolemäus (Geographike Hyphegesis 5, 8, 7) genannt. Danach umfasste sie den nordöstlichen Teil Kilikiens bis an den Amanos. In Bryklike lag die Stadt Augusta.